# Oxymedoria palpata
Oxymedoria palpata là một loài ruồi trong họ Tachinidae.